# Ringfurth
Ringfurth là một đô thị thuộc huyện Stendal, bang Sachsen-Anhalt, Đức. Đô thị Ringfurth có diện tích 14,55 km², dân số thời điểm ngày 31 tháng 12 năm 2006 là 325 người.